# Сиваковка
Сивако́вка — село в Хорольском муниципальном округе Приморского края России.

## История
В 1907 году первые переселенцы приехали на застолблённый участок, они увидели столб с доской, на которой было написано:

Обмер и нарез земли произвёл землемер Сиваков
— От Або до Ясной Поляны по карте Приморского края. Часть 3
.
Было решено назвать село именем землемера Сивакова. В короткие сроки в селе были построены церковь, двухклассная школа, торговые лавки, мельница.
В годы Гражданской войны в районе села проходили бои с бандами белогвардейцев. Первая коммуна была организована в 1929 году, а позже был образован колхоз «Труженик».
В годы Великой Отечественной войны многие добровольцами ушли на фронт. На полях сражений погибло 38 жителей села. В селе воздвигнуты два памятника погибшим в годы войны и труженикам тыла.
Рассвет села пришёлся на 70-е годы. До недавнего времени экономика села всегда держалась на животноводстве, но из-за эпидемии ящура в 2005 году она резко пошатнулась. Основу теперь составляет отделение ООО «Примрис», в селе 4 фермерских хозяйства.
Село Сиваковка — родина Героя Советского Союза Юркова Ивана Ивановича.

## Население
| 1915 | 2002  | 2008  | 2010 |
| ---- | ----- | ----- | ---- |
| 1388 | ↗1410 | ↘1281 | ↘945 |

## Инфраструктура
В селе действует фельдшерско-акушерский пункт, почтовое отделение, средняя школа, клуб, библиотека, несколько частных магазинов.

## Улицы
- Ленинская ул.
- Микрорайон ул.
- Молодёжная ул.
- Набережная ул.
- Никипелова ул.
- Новая ул.
- Партизанская ул.
- Пролетарская ул.
- Советская ул.
- Строительная ул.
- Центральная ул.
- Школьная ул.
- Юбилейная ул.
- Юркова ул.